# Kasszerine
Kasszerine, Kasserine (arabul: ڨصرين, Gaṣrīn) város és kormányzóság Nyugat-Közép-Tunéziában. A város Tunézia legmagasabb hegye, az 1554 méteres Jebel ech Chambi alatt található. Lakossága 76 243 (2004).

## Fekvése
Szfaksztól 200 km-re nyugatra, Szúszától 166 km-rel délnyugatra fekvő település.

## Története
A helyet a klasszikus ókorban római telepként, Cillium néven ismerték. Vespasianus (69–79) vagy Titus római császár (79–81) alatt municípium rangjára emelkedett. A helyszínen ez időkből több régészeti bizonyíték is maradt: mauzóleumok, diadalívek, termálfürdők, színház és keresztény bazilika is.
A város fontos piaci, közúti és vasúti csomópont, illetve öntözött mezőgazdasági terület központja. Az északnyugatra fekvő Kasszerine-hágó a második világháborúban a tunéziai hadjárat döntő csatájának színhelye volt, amely hozzájárult az észak-afrikai német ellenállás összeomlásához.
A környék főbb városai közé tartozik Thala (Tālah), Sbeitla (Subayṭilah) és Feriana (Furrīyānah). Az ókori római települések romjai, Sufetula és Cillium, Sbeitla és Kasszerine városai közelében fekszenek.

## Gazdasága
Kasszerine gazdasági tevékenysége az olajbogyó termelésre és az 1960-as évek végén felépült alfacellulózgyárra épül, mely a környék alfafűtermelését (eszpartófű) dolgozza fel a papírgyártás nyersanyagává.
A közeli Chambi Nemzeti Park területe az ország veszélyeztetett hegyi gazelláinak otthona. A környező területen juh- és szarvasmarha tenyésztés, valamint öntözéses gabonatermesztés folyik. Al-Dūlāb (Douleb) területén olajmezők találhatók, amelyek csővezetékkel vannak összekötve a Gabèsi-öbölnél lévő La Skhirával (Al-Ṣukhayrah).

## Nevezetességek
- Chambi Nemzeti Park – területén gazellarezervátum található.
- Római diadalív – a 3. századból való.
- Flaviusok mauzóleuma – A háromszintes sírhely fő érdekessége egy 110 szakaszból álló, homlokzatra vésett költemény, amely az itt nyugvó Flavius Secundus tiszteletére íródott.

## Galéria

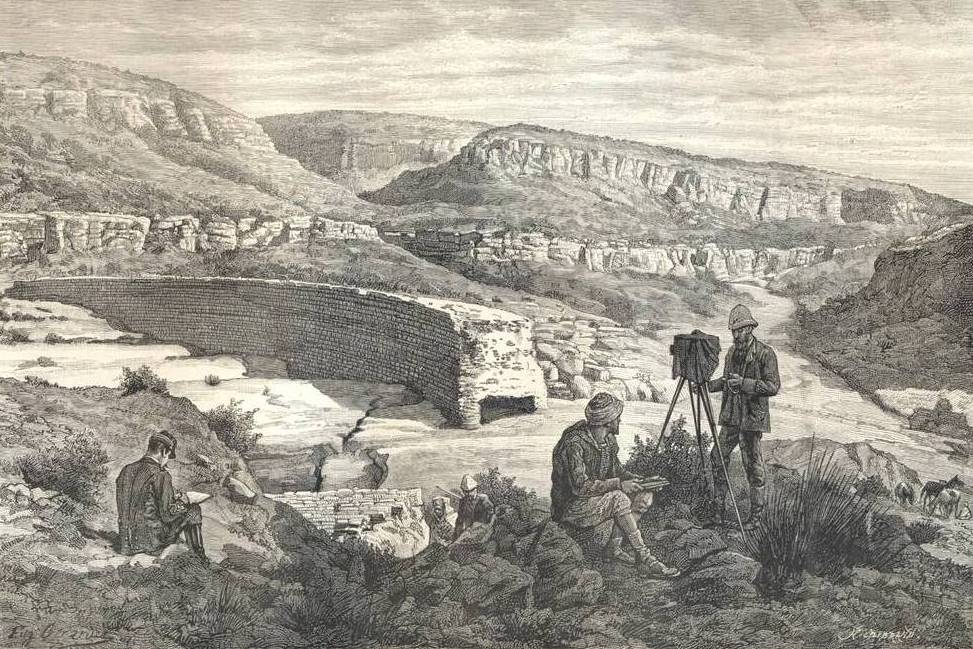
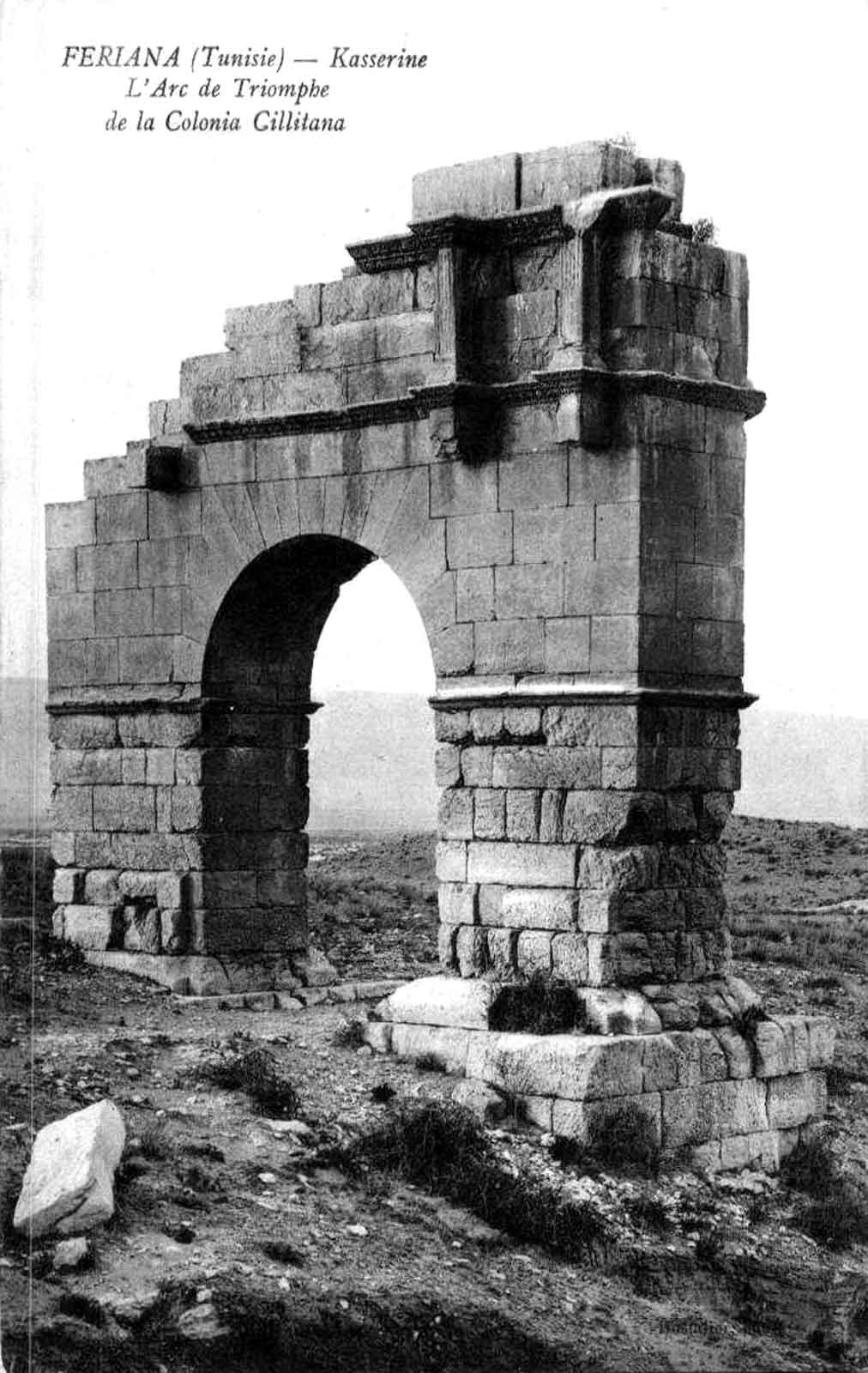
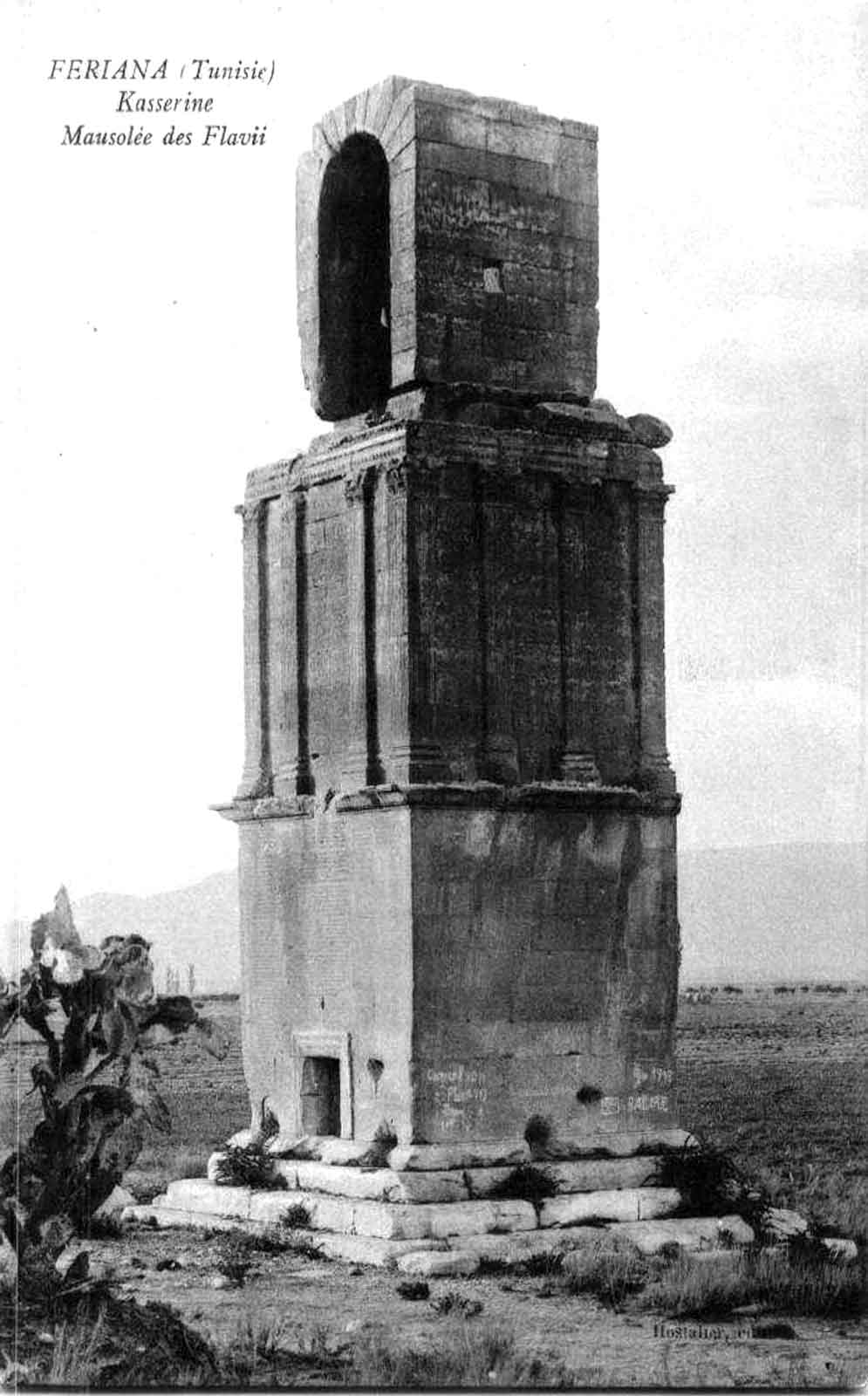